# Nuklearna elektrana Biblis
Nuklearna elektrana Biblis je nuklearna elektrana koja se nalazi u njemačkoj saveznoj pokrajini Hessen, u općini Biblis. Nuklearna elektrana Biblis ima dva nuklearna reaktora: Nuklearni reaktor Biblis A s izlaznom snagom 1 255 MW i Nuklearni reaktor Biblis B s izlaznom snagom 1 300 MW. Oba reaktora su tlačni reaktori PWR. Operator ove elektrane je RWE Power AG, sa središtem u Essenu. Nuklearni reaktor Biblis A je započeo s radom 16. srpnja 1974, dok je Nuklearni reaktor Biblis B započeo s radom 25. ožujka 1976. 
Najveći kvar u nuklearnoj elektrani se dogodio 17. prosinca 1987., koji je svrstan kao nepravilnost po INES ljestvici ili razina 1. Jedan radnik je predvidio da zaporni ventil nije zatvoren, čak ga je i dodatno otvorio. Rashladna voda iz primarnog kruga je u kratkom vremenu izašla u okoliš. Kako je rashladna voda izasla iz zaštitne zgrade (kontejnment), nije ni bilo povratnog signala o povećanoj radioaktivnosti (na dnu izljeva). O kvaru je javnost saznala tek godinu dana kasnije. 
U rujnu 2010., kod redovite izmjene nuklearnog goriva u Nuklearnom reaktoru Biblis A, otkrivena je nepravilnost u radu sigurnosnog sustava. Automatsko prebacivanje izvora električne energije, između nuklearnih reaktora Biblis A i Biblis B, je bilo u kvaru (slomljeno). Prethodni zahtjev njemačke Zelene stranke da se dodatno ugradi vanjski izvor električne energije, za slučaj taljenja jezgre nuklearnog reaktora i dodatnog hlađenja, je bio službeno odbijen od njemačke vlade, što je moglo dovesti do nesagledivih posljedica.

## Nezgode
| INES nezgode    | 2011. | 2010. | 2009. | 2008. | 2007. | 2006. |
| INES 0 Biblis A | 6     | 6     | 7     | 10    | 5     | 8     |
| INES 0 Biblis B | 13    | 7     | 14    | 6     | 9     | 12    |
| INES 1 Biblis A | 0     | 0     | 0     | 0     | 0     | 1     |
| INES 1 Biblis B | 0     | 0     | 0     | 0     | 0     | 0     |

## Njemačka odluka o prijevremenom zatvaranju svih nuklearki do 2022.
Njemačka je vlada 30. svibnja 2011. objavila svoju odluku o zatvaranju svih 17 nuklearnih elektrana do 2022. Ista je vlada odmah nakon nesreće u nuklearnoj elektrani Fukushima I zatvorila, tada privremeno, 7 najstarijih nuklearki koje su po dizajnu slične Nuklearnoj elektrani Fukushimi Daiichi (kipući reaktor). Trenutno je obustavljena i osma nuklearka, a najkasnije do 2021. plan je zatvoriti narednih 6 i zadnje 3 godinu poslije.
Službenu izjavu o zatvaranju prati i najava velikih promjena u njemačkom elektroenergetskom sustavu, smanjivanje potrošnje električne energije za 10 % i jasno još veće oslanjanje na obnovljive izvore energije u iznosu od 35 % do 2022. Premda je ovo više nego tehnički izazovno, jer Njemačka već vrlo racionalno troši električnu energiju i ima natprosječno veliki udio korištenja varijabilne i slabo predvidive energije vjetra i Sunca, to je vjerojatno moguće izvesti, ali ostaje za vidjeti uz koju cijenu. Ne samo da će ovime Njemačka imati značajno skuplju električnu energiju, već je vrlo izvjesno da će trebati značajno uvoziti iz nuklearki u Francuskoj, elektrana na ugljen iz Poljske ili će sama morati graditi dodatne fosilne izvore (time se dakle ponašati upravo suprotno kako svojoj antinuklearnoj orijentaciji, tako i nastojanju da se smanji emisija stakleničkih plinova). Jasno je da će time utjecati i na porast cijene električne energije u regiji. Austrija i Italija su poznate nenuklearne zemlje koje uvoze električnu energiju proizvedenu u nuklearkama susjednih zemalja. Njemački planovi da smanji 40 % emisije CO2 do 2020. ovime za jedne izgledaju realniji, a za druge posve neostvarivi. 
Nuklearne elektrane su 2010. proizvele 22 %električne energije u Njemačkoj, a obnovljivi izvori energije 17% (ostalo su fosilni izvori s dominacijom ugljena). Dodatno povećanje udjela obnovljivih izvora energije na 35% se planira korištenjem energije vjetra, Sunca, hidroenergije, geotermalne energije i biomase iz otpada. Problem za sebe, ekonomski i tehnički, predstavlja činjenica da je većina vjetroelektrana na sjeveru, a industrija i nuklearke na jugu.

### Antinuklearni prosvjedi
14. ožujka 2011. je nekoliko desetaka tisuća ljudi formiralo ljudski lanac između Nuklearne elektrane Neckarwestheim i Stuttgarta, na prosvjedu kojim su pozivali na zatvaranje te elektrane. Više od 100 000 ljudi sudjelovalo je u antinuklearnim prosvjedima, kojima su pozivali na zatvaranje nuklearnih centrala zbog dramatičnih zbivanja u Japanu, u više od 450 gradova. Prosvjednici smatraju da nijedna od 17 nuklearnih elektrana u Njemačkoj ne bi trebala dobiti radnu dozvolu zbog sigurnosti.

## Slike
- Nuklearna elektrana Biblis (Njemačka), reaktor A (desno) i reaktor B (lijevo).
- Zaštitna ograda na južnoj strani.
- Izljev vode iz rashladnih tornjeva u rijeku Rajnu (reaktor A u pozadini)
- Nuklearna elektrana Biblis je smještena na rijeci Rajni. Na desnoj strani se vide 2 rashladna tornja reaktora A. Ispred se vidi obala, gdje su iskrcani s broda teški dijelovi, kao što su reaktorske posude i parne turbine.